# Michel Giacobini
Jules Michel Giacobini (* 10. September 1873 in Pancheraccia auf Korsika; † 6. März 1938 in Paris) war ein französischer Astronom.

## Leben, Werk und Auszeichnungen
Giacobini, Sohn von Don Jérôme Giacobini und seiner Frau Maria Françoise Francecchi, wurde nach seiner Ausbildung Astronom am Observatorium in Nizza. Er war verheiratet mit Clara Rebecca Mathieu Découdray.
Während seiner Arbeit entdeckte Giacobini am 4. September 1896 mit D/1896 R2 seinen ersten Kometen, dem noch zwölf weitere Entdeckungen folgten – darunter der nach ihm benannte 21P/Giacobini-Zinner am 20. Dezember 1900. Am 2. Dezember 1902 gelang ihm (wieder) die Entdeckung eines Kometen, der im Sternbild des Einhorn aufgetaucht war.
Im Jahr 1910 wechselte Giacobini auf eigenen Wunsch an das Pariser Observatorium.
Während des Ersten Weltkriegs wurde Giacobini in die französische Armee einberufen. An der Front erlitt er eine Vergiftung durch Gas und wurde aus dem Heer entlassen. Er konnte sich erholen und nahm dann seine astronomischen Aktivitäten am Pariser Observatorium wieder auf. Er konzentrierte sich nun auf Beobachtungen von Doppelsternen und fand zufällig das Satellitensystem des Jupiter durch die Beobachtung von deren Schatten auf der Scheibe des Planeten.
1903 erhielt Giacobini den Jules-Janssen-Preis und 1937 den Lalande-Preis. In Anerkennung seiner Leistungen wurde der Asteroid (1756) Giacobini nach ihm benannt.